# 캐럴 쇼
캐럴 쇼(Carol Shaw, 1955년 ~)는 비디오 게임 산업에서 최초의 여성 게임 디자이너이자 프로그래머 중 한 명이다. 그는 주로 액티비전을 위해 아타리 2600용 종스크롤 슈팅 게임 《리버 레이드》(1982년)를 개발한 것으로 알려져 있다. 그는 1978년부터 1980년까지 아타리 주식회사에서 근무했으며, 아타리 VCS(후에 2600으로 이름이 변경됨)용 《3D 틱택토》(1978년)와 《비디오 체커스》(1980년) 등 여러 게임을 디자인했다. 1984년 게임 개발을 그만두고 1990년에 은퇴했다.

## 초기 생애와 교육
쇼는 1955년 캘리포니아주 팔로알토에서 태어나고 자랐다. 아버지는 기계 공학자로 스탠퍼드 선형 가속기 센터에서 일했다. 2011년 인터뷰에서 그는 어린 시절 인형 놀이를 좋아하지 않았지만 오빠의 모형 철도 세트를 가지고 놀면서 모형 철도 취미를 배웠고, 이 취미는 대학에 갈 때까지 계속되었다고 말했다. 또한 어린 시절부터 수학에 재능이 있었다고 밝혔다.
쇼는 고등학교에서 처음으로 컴퓨터를 사용했으며, 그 시스템에서 텍스트 기반 게임을 할 수 있다는 것을 발견했다. 캘리포니아 대학교 버클리에 다녔으며 1977년 전기공학 및 컴퓨터 과학 학사 학위를 취득했다. 이후 버클리에서 컴퓨터 과학 석사 학위를 마쳤다.

## 경력

### 아타리 주식회사
1978년 석사 학위를 취득한 직후, 쇼는 마이크로프로세서 소프트웨어 엔지니어라는 직함으로 아타리 VCS(후에 2600으로 불림)용 게임을 개발하기 위해 아타리 주식회사에 고용되었다. 그의 첫 프로젝트는 랄프 로렌 향수의 홍보용 타이인 게임 《폴로》였다. 이 게임은 프로토타입 단계까지 개발되었으나, 아타리는 출시하지 않기로 결정했다.

쇼의 첫 출시작은 1978년 아타리 2600용 《3D 틱택토》였다. 그는 또한 《비디오 체커스》(1980년)를 개발했으며 두 개의 타이틀에 공동 작업[닉 터너와 함께 코인옵 게임 《슈퍼 브레이크아웃》의 이식판과 에드 로그와 함께 《오델로》(1981년)를 개발]했다. 했다. 동료 마이크 알바우는 후에 그를 아타리의 "덜 알려진 슈퍼스타" 목록에 포함시켰다.
캐럴 쇼를 포함시켜야 할 것입니다. 그는 단순히 6502 프로세서의 최고 프로그래머였고 아마도 전체적으로 최고의 프로그래머 중 한 명이었습니다... 특히, 그는 전체 게임을 완성하지 않은 여러 게임들의 [2600] 커널, 즉 화면에 실제로 영상을 나타내는 까다로운 부분을 담당했습니다. 그는 그런 종류의 작업을 위한 최고의 인재였습니다.
쇼는 아타리 8비트 컴퓨터용 여러 프로젝트에도 참여했다. 키스 브루스터와 함께 《아타리 베이직 레퍼런스 매뉴얼》을 작성했다. 그는 프로그래밍 가능한 《계산기》 애플리케이션을 개발했으며, 이는 1981년 아타리에서 플로피 디스크로 출시되었다.

### 액티비전

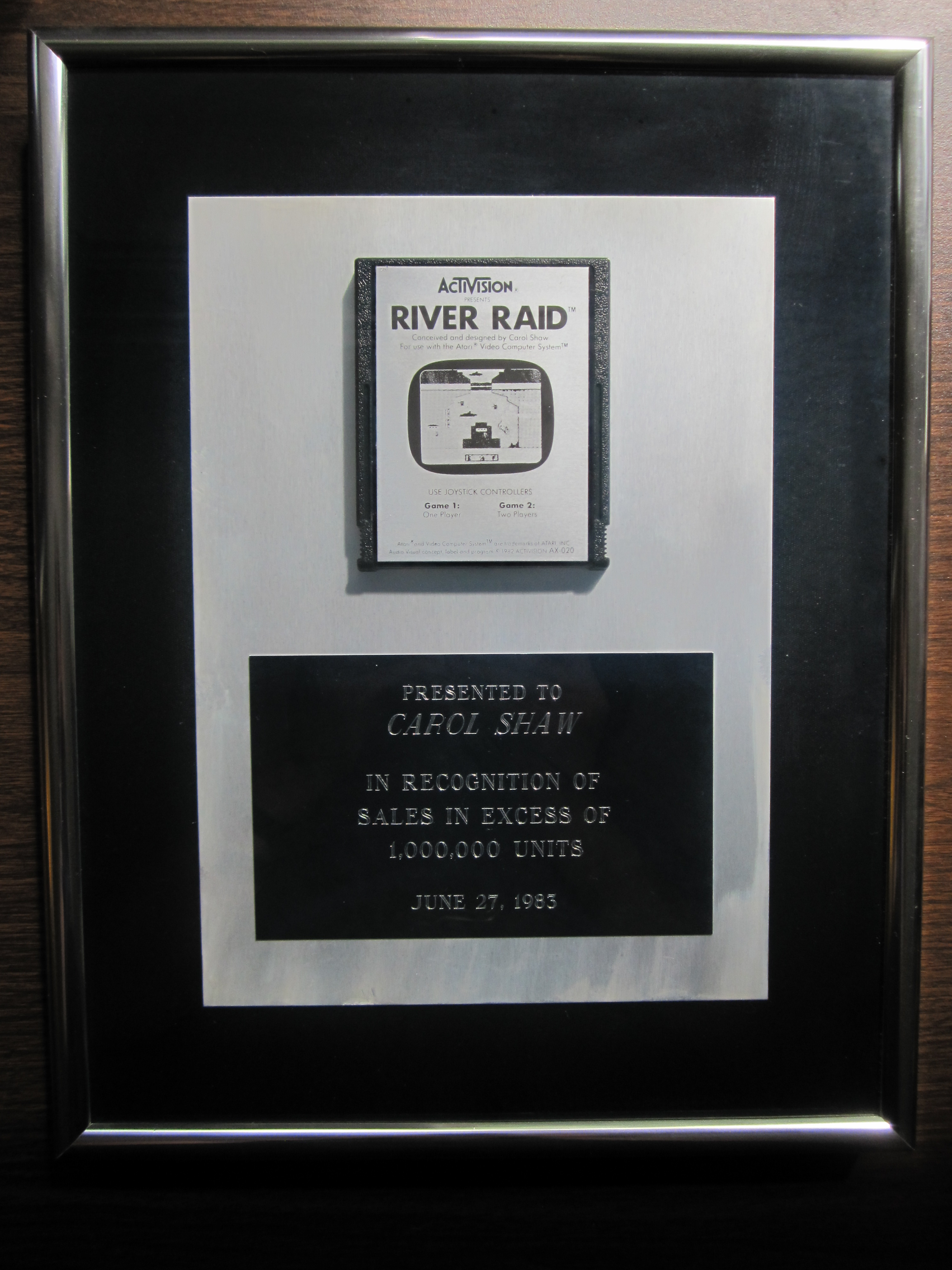
100만 유닛 판매를 기념하여 1983년 6월 27일에 수여된 플래티넘 《리버 레이드》 카트리지

쇼는 1980년 아타리를 떠나 탠덤 컴퓨터스에서 어셈블리어 프로그래머로 일했으며, 1982년에는 액티비전에 합류했다. 그의 첫 게임은 아타리 2600용 《리버 레이드》(1982년)로, 1981년 아케이드 게임 《스크램블》에서 영감을 받았다. 이 게임은 액티비전의 대히트작이 되었고 개인적으로도 쇼에게 큰 수익을 안겨주었다.
쇼는 또한 인텔리비전용 《해피 트레일스》(1983년)를 작성했으며 《리버 레이드》를 아타리 8비트 컴퓨터와 아타리 5200으로 이식했다. 그는 1984년 액티비전을 떠났다.

### 게임 이후의 삶
1984년 쇼는 탠덤으로 돌아갔다. 1990년 조기 은퇴했으며, 이후 포어사이트 연구소(Foresight Institute)에서의 직책을 포함한 자원봉사 활동을 했다. 그는 《리버 레이드》의 성공이 조기 은퇴를 가능하게 한 중요한 요인이었다고 밝혔다.
2017년 쇼는 더 게임 어워즈에서 산업 아이콘 상을 수상했다. 같은 해, 그는 게임, 박스, 소스 코드, 디자인을 포함한 자신의 게임 관련 기념품들을 스트롱 국립 플레이 박물관에 기증했다.

## 사생활
쇼는 캘리포니아에 거주하며 1983년부터 암호학과 나노 기술 연구자인 랄프 머클과 결혼했다. 부부는 알코어 생명 연장 재단의 동결보존 프로그램에 등록되어 있다.

## 작품
아타리 2600
- 《3D 틱택토》(아타리, 1978년)[13]
- 《오델로》(아타리, 1978년) 에드 로그와 공동 작업[14]
- 《비디오 체커스》(아타리, 1980년)[15]
- 《슈퍼 브레이크아웃》(아타리, 1981년) 닉 터너와 공동 작업
- 《리버 레이드》(액티비전, 1982년)[16]

인텔리비전
- 《해피 트레일스》(액티비전, 1983년)

아타리 8비트 컴퓨터
- 《아타리 베이직》(아타리, 1979년-1981년)[17][18][19][20] 기술 문서 작성
- 《아타리 계산기》(아타리, 1979년-1981년)[8]
- 《리버 레이드》(액티비전, 1983년) 2600에서 아타리 8비트 및 5200으로 이식

미출시 작품
- 《폴로》, 아타리 2600 (아타리, 1978년)[4]

## 저작
- “Finding Aid to the Carol Shaw Papers, 1960-2017” (PDF), 《Carol Shaw Papers》 (Brian Sutton-Smith Library and Archives of Play), 2022년 1월 31일  – Strong Museum 경유, The Carol Shaw papers are a compilation of game design documentation, notes, sketches, source code printouts, advertisements, and other ephemera relating to the career of video game designer Carol Shaw.
- Shaw, Carol; Brewster, Keith (1979). 《BASIC REFERENCE MANUAL》 (draft). Sunnyvale, CA: Atari, Inc.